# Joey
Joey är en amerikansk sitcom med Matt LeBlanc i huvudrollen som Joey Tribbiani (från Vänner). Joey har flyttat från New York till Los Angeles där han strävar efter att bli en framgångsrik skådespelare. Serien visades på det amerikanska TV-kanalen NBC 2004 till 2006.
I väntan på framgången så fortsätter han att leva sitt "slacker-liv" som han levde i New York. Hans systerson (Paulo Costanzo) delar en lyxig Los Angeles-lägenhet med honom, till Joeys syster Ginas (Drea De Matteo) förtret eftersom hon inte vill släppa sonen. Han bor granne med den söta hyresvärdinnan Alex (Andrea Anders), och det antyds att det eventuellt kommer att uppstå kärlek mellan dessa två rollfigurer. Rollen som Joeys agent görs av Jennifer Coolidge.
Joey lades ner i USA efter två säsonger.